# Georg Friedrich Einicke
Georg Friedrich Einicke (* 16. April 1710 in Hohlstedt; † 20. Januar 1770 in Nordhausen) war ein deutscher Kantor und Komponist.

## Leben
Die erste musikalische Ausbildung erhielt Einicke bei seinem Vater. Er besuchte für drei Jahre im Kloster Donndorf und für weitere vier in Sangerhausen die Schule. Von 1732 bis 1737 studierte er in Leipzig, wo er Schüler Johann Sebastian Bachs und Johann Adolph Scheibes wurde. Nach dem Tod seines Vaters wurde er 1737 dessen Nachfolger als Kantor in Hohlstedt. 1746 wurde er zunächst Kantor und Musikdirektor in Frankenhausen und 1757 dann in Nordhausen.
Seine Kompositionen müssen zum Großteil als verloren gelten, lediglich in der Handschriftensammlung in der SUB Göttingen sind einige Abschriften und Autographen von Kantaten und Motetten erhalten.

## Werke (Auswahl)
- Christus der ist mein Leben (Trauermusik), 1757
- Groß ist Gott, der Herr der Schaaren (Freudiges Dank- und Lobopfer), 1763
- Sie kommt die zärtlich erwartete Stunde (Hochzeitskantate), 1768